# 三疣壮头蛛
三疣壮头蛛（学名：Chorizopes trimamillatus）为园蛛科壮头蛛属的动物。在中国大陆，分布于甘肃、浙江等地。该物种的模式产地在甘肃。